# Метод критической цепи
Метод критической цепи (англ. critical chain project management, CCPM) — метод планирования и управления проектами, базирующийся на методе критической цепи и принципах теории ограничений, который, в дополнение к традиционной технике оценки и анализа проектов PERT, опирается на расчёты по зависимостям ресурсов, рискам, неопределённостям. В частности, в методе широко применяются буферы для снижения проектных рисков в проекте и обеспечения устойчивости построенного плана-графика проекта, визуализации «трендов проникновения в буферы» (англ. fever chart), расчёт проекта от крайнего срока завершения (а не от начала, как в классическом PERT).
Разработан создателем теории ограничений Элияху Голдраттом.

## Происхождение
Впервые метод описан в 1997 году в книге Голдратта «Критическая цепь», метод встретил широкую поддержку специалистов, так как был близок по технике классическому методу PERT (ресурсные связи фактически являлись расширением сетевой модели на ресурсы), а расчётные алгоритмы оказались достаточно просты и эффективны по быстродействию. Расчёт буферов также был прост и аналогичен методике расчёта длительности работ в некоторых расширениях метода PERT и соответствовал сложившейся практике во многих организациях.

## Правила расчёта
Первая основная особенность расчётов по методу — учёт ресурсных зависимостей между задачами; в случае неограниченных ресурсов расчёт по методу критической цепи дает такой же результат, как и PERT.
При наличии ограниченных ресурсов используются следующие методы:
1. Поиск задач, которые идут параллельно для одного ресурса выше его доступности, для таких задач производится создание дополнительных «ресурсных связей». Методика установки таких связей Голдраттом не описана, то есть не указано какая из задач в перегрузке должна быть первой, в практических реализациях может использоваться перебор разных вариантов установки ресурсных связей и определение наиболее короткого расписания среди вариантов;
2. Идентифицируется «критическая цепь», то есть критический путь с учётом ресурсных связей, то есть последовательность задач, которые не имеют запаса по времени выполнения и срыв их срока срывает срок всего проекта.
3. Применяется следующий принцип («первый закон Паркинсона в управлении проектами»): всякая задача занимает всё отведённое ей время, предлагается считать, что задачи имеют внутри себя «буферы подстраховки» на 50 % их длительности, что соответственно примерно 50 % вероятности завершения задачи в срок если из неё изъять «резерв». Голдратт предложил изъять резервы из задач и организовать их следующим образом: резервы задач на критической цепи собрать в «буфер проекта» (к этому же буферу добавляется время до крайнего срока завершения проекта), а буферы задач не на критической цепи собрать около неё (во многих реализациях метода буфер даже визуализируется как ещё одна задача). Таким образом, основная цель метода — защита сроков выполнения задач на критической цепи и крайнего срока завершения проекта. Срабатывание рисков визуализируется диаграммой «трендов проникновения в буферы», что позволяет менеджеру проекта понять, где именно срабатывают риски и оперативно реагировать на истощение буферов. Таким образом, метод также предлагает технику управления рисками в проекте.

## Критика
Метод Голдратта, несмотря на свои преимущества, имеет и существенные ограничения. Так, например, сомнительным считается использование вероятности завершения задач в 50 % при сокращении их срока в 2 раза. Несмотря на простоту, для многих менеджеров кажется неочевидным смысл «задач-буферов» на критической цепи, так как отсутствует прямой аналог в PERT. Метод Монте-Карло по расчёту рисков дает более точные результаты и не требует введения буферов в обязательном порядке, но как метод, требующий полный перебор вариантов, существенно уступает по скорости расчёта модели критической цепи.